# للین
لَلِین (انگلیسی: Lalaine؛ زادهٔ ۳ ژوئن ۱۹۸۷) با نام تولد لَلِین وِرگارا پاراس یک خواننده و بازیگر فیلیپینی-آمریکایی است. وی از سال ۱۹۹۹ میلادی تاکنون مشغول فعالیت بوده‌است.
او در سال ۲۰۰۲ میلادی، بابت هنرنمایی در سریال «لیزی مک‌گوایر»، برندهٔ جایزه هنرمند جوان شد.

## گزیدهٔ نقش‌آفرینی‌ها

### سینما
- ایزی ای[۱] (۲۰۱۰)
- بهترین حرکت او (۲۰۰۷)
- سرزمین موعود (۲۰۰۴)

### تلویزیون
- دیزنی ۴۱۱ (۲۰۰۵)
- تمام این‌ها (۲۰۰۵)
- به همین خیال باش! (۲۰۰۳)
- بافی قاتل خون‌آشام‌ها (۲۰۰۳)
- لیزی مک‌گوایر (۲۰۰۴–۲۰۰۱)
- آنی (۱۹۹۹)
- مرز (۱۹۹۹)